# Harry Stenqvist
Erik Harry Stenqvist (Chicago, 25 dicembre 1893 – Örebro, 9 dicembre 1968) è stato un ciclista su strada svedese.

## Palmarès
- Giochi olimpici

Anversa 1920: oro nella corsa individuale, argento nella corsa a squadre.